# Archangel (album)
Archangel är det tionde albumet av det amerikanska Groove metal-bandet Soulfly. Albumet släpptes den 14 augusti 2015 genom Nuclear Blast och producerades av Matt Hyde som bland annat producerat band som Slayer och Children of Bodom.
Detta är även bandets kortaste album på trettiosex och en halv minuter lång och är även sista albumet med basisten Tony Campos som lämnade bandet efter inspelningen, och som även hoppade in som basist åt Fear Factory precis efter.

## Låtlista
1. "We Sold Our Souls to Metal"  - 3:00
2. "Archangel" - 4:47
3. "Sodomites" - 3:55
4. "Ishtar Rising" - 2:45
5. "Live Life Hard!" - 3:56
6. "Shamash" - 3:48
7. "Bethlehem's Blood" - 4:18
8. "Titans" - 4:44
9. "Deceiver" - 2:44
10. "Mother of Dragons" - 2:41

### Digipak
1. "You Suffer" (Napalm Death cover) - 0:10
2. "Acosador Nocturno - 2:44
3. "Soulfly X - 5:42

### Bonus DVD
Live at Hellfest 2014
1. "Cannibal Holocaust"
2. "Refuse/Resist" (Sepultura cover)
3. "Bloodshed"
4. "Back to the Primitive"
5. "Seek 'n' Strike"
6. "Tribe"
7. "Rise of the Fallen"
8. "Revengeance"
9. "Roots Bloody Roots" (Sepultura cover)
10. "Jumpdafuckup/Eye for an Eye"

## Medverkande
- Max Cavalera - sång, gitarr
- Marc Rizzo - gitarr
- Tony Campos - bas, sång på "Acosador Nocturno"
- Zyon Cavalera - trummor

### Gästmedverkande
- Todd Jones (Nails, ex-Terror) - sång på "Sodomites"
- Matt Young (King Parrot) - sång på "Live Life Hard!"
- Richie Cavalera (Incite) - sång på "Mother of Dragons"
- Igor Jr. Cavalera (Lody Kong) - sång på "Mother of Dragons"
- Anahid M.O.P. - sång på "Mother of Dragons"
- Roki Cavalera - intro på "You Suffer"
- Roman Babakhanyan - duduk på "Soulfly X"